# Sjøsanden
A Sjøsanden homokos tengerpart, strand a norvég belföldi turisták közt népszerű Mandalban, Norvégia legdélibb részén, az egyik legkedveltebb norvég strand.
A városközponttól gyalog mintegy tíz perc alatt érhető el, a Furulunden parkban. A Skagerrak partján található strand hossza mintegy 800 méter. A strandnál kemping is van.